# Zatemne, Peremîșleanî
Zatemne (în ucraineană Затемне) este un sat în comuna Korosne din raionul Peremîșleanî, regiunea Liov, Ucraina.

## Demografie
Componența lingvistică a localității Zatemne
     Ucraineană (100%)
Conform recensământului din 2001, toată populația localității Zatemne era vorbitoare de ucraineană (100%).